# 横溝亮一
横溝 亮一（よこみぞ りょういち、1931年1月3日 - 2015年2月17日）は、音楽評論家。

## 経歴・人物
探偵小説家の横溝正史の長男として東京に生まれる。少年時代に音楽評論家の属啓成から音楽理論を学んだ。東京府立第十中学校（現・東京都立西高等学校）在校中に疎開で転校し、岡山県矢掛中学校（現・岡山県立矢掛高等学校）及び早稲田大学第一文学部英文科をそれぞれ卒業。
大学卒業後に東京新聞に入社、23年間、文化部音楽担当記者を務め、1977年に退社、音楽評論家となる。
100回を超える渡航を重ね、2005年にフィンランド政府よりフィンランド獅子勲章騎士第1級章を授与される。その他、武蔵野音楽大学、東京音楽大学、昭和音楽大学、成城大学短大などで教鞭をとった。
2015年に敗血症により死去。

## 出演番組
- TDK オリジナル・コンサート（エフエム東京）

## 著書
- 『楽屋でアンコール! 素顔の演奏家たち』音楽之友社 1979
- 『ウィーンのおばあさんとプラハのおじいさん』音楽之友社 1990
- 『燃え上がれハーモニー フィンランド、クフモ市の「音楽町起こし」苦闘の物語』角川書店 1993
- 『ウィーン、わが夢の町 芸術都市散策エッセイ』講談社 1997
- 『クラシックの愉しみ アナログ主義者が選んだ名指揮者・名歌手・名演奏家』角川書店 2013
- 『クラシックに捧ぐ アナログ主義者が独断と偏見で選んだ後世に語り継ぎたい名演奏』KADOKAWA 2014.2

### 翻訳
- ハーバート・クッファーバーグ（英語版）『メンデルスゾーン家の人々 三代のユダヤ人』東京創元社 1985
- エーテス・オルガ（wikidata）『大作曲家シリーズ ショパン』東京音楽社 1987
- アラン・ウォーカー『大作曲家シリーズ シューマン』東京音楽社 1990
- ウイリアム・アトウッド（wikidata）『ピアニスト・ショパン』東京音楽社 1991　ショパン、1996